# Monte-Carlo Rolex Masters 2019
Monte-Carlo Rolex Masters 2019 byl profesionální tenisový turnaj mužů, hraný jako součást okruhu ATP Tour, v areálu Monte Carlo Country Clubu na otevřených antukových dvorcích. Probíhal mezi 14. až 21. dubnem 2019 ve francouzském příhraničním městě Roquebrune-Cap-Martin u Monte Carla jako sto třináctý ročník turnaje.
Turnaj se po grandslamu a Turnaji mistrů řadil do třetí nejvyšší kategorie okruhu ATP Tour Masters 1000. Jeho dotace činila 5 585 030 eur. Pojedenácté se oficiálním generálním sponzorem stala švýcarská hodinářská společnost Rolex, jejíž název byl součástí oficiálního pojmenování.
V rámci kategorie Masters 1000 se nejednalo o událost s povinným startem hráčů. Zvláštní pravidla tak upravila přidělování bodů i počet hráčů. Z hlediska startujících do soutěže dvouhry a čtyřhry nastoupil počet tenistů obvyklý pro nižší kategorii ATP Tour 500, zatímco body byly přiděleny podle rozpisu kategorie Masters 1000.
Nejvýše nasazeným hráčem ve dvouhře se stal první tenista světa Novak Djoković ze Srbska jenž ve čtvrtfinále podlehl Medveděvovi. Jako poslední přímý účastník do hlavní singlové soutěže nastoupil 56. hráč žebříčku Američan Taylor Fritz.
Devátý singlový titul na okruhu ATP Tour, osmý antukový a vůbec první ze série Masters vybojoval 31letý Ital Fabio Fognini, jenž se posunul na nové kariérní maximum, 12. příčku žebříčku. Premiérovou společnou trofej si ze čtyřhry odvezl pár Chorvatů Nikola Mektić a Franko Škugor.
Nejdelším utkáním se stal zápas druhého kola mezi vítězným Bornou Čorićem a Španělem Jaumem Munarem, který trval 3.28 hodiny. Naopak nejméně času na dvorci strávil vítězný Daniil Medveděv proti  Joãu Sousovi v úvodním kole, když celková doba činila 54 minut.

## Rozdělení bodů a finančních odměn

### Rozdělení bodů
| Soutěž  | vítězové | finalisté | semifinalisté | čtvrtfinalisté | 16 v kole | 32 v kole | 56 v kole | Q  | Q2 | Q1 |
| ------- | -------- | --------- | ------------- | -------------- | --------- | --------- | --------- | -- | -- | -- |
| dvouhra | 1000     | 600       | 360           | 180            | 90        | 45        | 10        | 25 | 16 | 0  |
| čtyřhra | 1000     | 600       | 360           | 180            | 90        | 45        | 0         | —  | —  | —  |

### Finanční odměny
| Soutěž                                | vítězové  | finalisté | semifinalisté | čtvrtfinalisté | 16 v kole | 32 v kole | 56 v kole | Q2      | Q1      |
| ------------------------------------- | --------- | --------- | ------------- | -------------- | --------- | --------- | --------- | ------- | ------- |
| dvouhra                               | 958 055 € | 484 950 € | 248 745 €     | 128 200 €      | 64 225 €  | 33 635 €  | 18 955 €  | 7 255 € | 3 630 € |
| čtyřhra                               | 284 860 € | 139 020 € | 69 680 €      | 35 510 €       | 18 730 €  | 10 020 €  | —         | —       | —       |
| částky ve čtyřhře jsou uvedeny na pár |           |           |               |                |           |           |           |         |         |

## Dvouhra mužů

### Nasazení
| Stát                         | Hráč                | ATP | Nasazení |
| ---------------------------- | ------------------- | --- | -------- |
| Srbsko                       | Novak Djoković      | 1.  | 1.       |
| Španělsko                    | Rafael Nadal        | 2.  | 2.       |
| Německo                      | Alexander Zverev    | 3.  | 3.       |
| Rakousko                     | Dominic Thiem       | 5.  | 4.       |
| Japonsko                     | Kei Nišikori        | 6.  | 5.       |
| Řecko                        | Stefanos Tsitsipas  | 8.  | 6.       |
| Chorvatsko                   | Marin Čilić         | 11. | 7.       |
| Rusko                        | Karen Chačanov      | 12. | 8.       |
| Chorvatsko                   | Borna Ćorić         | 13. | 9.       |
| Rusko                        | Daniil Medveděv     | 14. | 10.      |
| Itálie                       | Marco Cecchinato    | 16. | 11.      |
| Gruzie                       | Nikoloz Basilašvili | 17. | 12.      |
| Itálie                       | Fabio Fognini       | 18. | 13.      |
| Francie                      | Gaël Monfils        | 19. | 14.      |
| Kanada                       | Denis Shapovalov    | 20. | 15.      |
| Belgie                       | David Goffin        | 21. | 16.      |
| Spojené království           | Kyle Edmund         | 22. | 17.      |
| Žebříček ATP k 8. dubnu 2019 |                     |     |          |

### Jiné formy účasti
Následující hráči obdrželi divokou kartu do hlavní soutěže:
- Félix Auger-Aliassime
- Lucas Catarina
- Thanasi Kokkinakis
- Jaume Munar

Následující hráč nastoupil do hlavní soutěže pod žebříčkovou ochranou:
- Jo-Wilfried Tsonga

Následující hráč nastoupil do hlavní soutěže z pozice náhradníka:
- Malek Džazírí

Následující hráči se do hlavní soutěže probojovali z kvalifikace:
- Guido Andreozzi
- Aljaž Bedene
- Federico Delbonis
- Juan Ignacio Londero
- Alexei Popyrin
- Andrej Rubljov
- Lorenzo Sonego

Následující hráč postoupil z kvalifikace jako tzv. šťastný poražený:
- Taró Daniel

#### Odhlášení
před zahájením turnajem
- Kevin Anderson → nahradil jej  Adrian Mannarino
- Pablo Carreño Busta → nahradil jej  Taylor Fritz
- Richard Gasquet → nahradil jej  Hubert Hurkacz
- Thanasi Kokkinakis → nahradil jej  Taró Daniel
- Gaël Monfils → nahradil jej  Malek Džazírí

### Skrečování
- Damir Džumhur

## Mužská čtyřhra

### Nasazení
| Francie                                                                               | Pierre-Hugues Herbert | Francie            | Nicolas Mahut | 8.  | 1. |
| Polsko                                                                                | Łukasz Kubot          | Brazílie           | Marcelo Melo  | 10. | 2. |
| Spojené království                                                                    | Jamie Murray          | Brazílie           | Bruno Soares  | 17. | 3. |
| Kolumbie                                                                              | Juan Sebastián Cabal  | Kolumbie           | Robert Farah  | 22. | 4. |
| Rakousko                                                                              | Oliver Marach         | Chorvatsko         | Mate Pavić    | 23. | 5. |
| Finsko                                                                                | Henri Kontinen        | Austrálie          | John Peers    | 33. | 6. |
| Chorvatsko                                                                            | Nikola Mektić         | Chorvatsko         | Franko Škugor | 34. | 7. |
| Jižní Afrika                                                                          | Raven Klaasen         | Spojené království | Joe Salisbury | 35. | 8. |
| Žebříček ATP k 8. dubnu 2019; číslo je součtem žebříčkového postavení obou členů páru |                       |                    |               |     |    |

### Jiné formy účasti
Následující páry obdržely divokou kartu do hlavní soutěže:
- Romain Arneodo /  Hugo Nys
- Marko Djoković /  Novak Djoković
- Jürgen Melzer /  Dominic Thiem

## Přehled finále

### Mužská dvouhra
- Fabio Fognini vs.  Dušan Lajović, 6−3, 6−4

### Mužská čtyřhra
- Nikola Mektić /  Franko Škugor vs.  Robin Haase  /  Wesley Koolhof, 6–7(3–7), 7–6(7–3), [11–9]